# Michel Hazanavicius
Michel Hazanavicius (Pariz, 29. ožujka 1967.) je francuski filmski redatelj. 

### Obitelj
Hazanavicius je sin poljsko-litvanskih Židova. Oženjen je za glumicu Bérénice Bejo s kojom ima dvoje djece.

## Filmografija
- 1997.: Échec au capital
- 1999.: Mes amis
- 2011.: The Artist